# Dragon Beach
Der Dragon Beach (englisch für Drachenstrand) ist ein breiter Strand aus Schotter und Felsblöcken in der Dragon Cove an der Nordostspitze der Livingston-Insel im Archipel der Südlichen Shetlandinseln. Er erreicht eine Höhe von bis zu 10 m. Nach Norden steigt er zum Plateau des Williams Point an, nach Westen zur Flanke der Gargoyle Bastion. Nach Süden wird er durch eine Eisrampe begrenzt. Der Strand ist großflächig durchsetzt mit versteinertem Holz.
Das UK Antarctic Place-Names Committee benannte den Strand 1998 in Anlehnung an die Benennung der gleichnamigen Bucht. Deren Namensgeber ist die Dragon, eine 1804 in Liverpool registrierte Brigg für die Robbenjagd, die zwischen 1820 und 1821 in den Gewässern um die Südlichen Shetlandinseln operierte.